# Metarfa
Metarfa (în arabă المطارفة) este o comună din provincia Adrar, Algeria.
Populația comunei este de 8.438 de locuitori (2008).